# Pascal Hungerbühler
Pascal Hungerbühler (* 22. Februar 1977 in Zürich, aufgewachsen in Langnau am Albis) ist ein ehemaliger Schweizer Radprofi.
Hungerbühler begann seine Karriere 2001 beim Team Kia-Villiger Suisse, bevor er 2002 für ein Jahr zum Team LTA – Quattro Logistics und schliesslich 2003 zum österreichischen Volksbank wechselte, das 2006 eine Lizenz als Professional Continental Team erhielt. Für diese Mannschaft belegte er 2007 den dritten Platz in der Gesamtwertung der Tour of Hainan. 2004 gewann er das Rennen Rund um den Flughafen Köln-Bonn. Nach der Saison 2009 beendete er seine Karriere.

## Teams
- 2000 Kia-Villiger Suisse
- 2001 Kia-Suisse
- 2002 LTA – Quattro Logistics
- 2003 Volksbank-Ideal
- 2004 Volksbank-Ideal Leingrüber
- 2005 Volksbank-Leingrüber Ideal
- 2006 Vorarlberger
- 2007 Team Volksbank
- 2008 Team Volksbank
- 2009 Vorarlberg-Corratec